# Man the Hunter
Man the Hunter („Der Mensch als Jäger“) war der Titel einer viertägigen wissenschaftlichen Konferenz, die 1966 an der University of Chicago abgehalten wurde zur Lebensweise früherer und gegenwärtiger Jäger-und-Sammler-Kulturen (vergleiche Hordengesellschaft). Sie gilt als richtungsweisend für die nachfolgenden Jahrzehnte der Ethnologie, Anthropologie und Paläoanthropologie und ihrer Zusammenführung in der kulturvergleichenden Sozialforschung. Die Veranstaltung wurde von Richard B. Lee (* 1937) und Irven DeVore (1934–2014) initiiert, zu ihren Organisatoren gehörten Claude Lévi-Strauss, Lewis Binford sowie weitere, in der Frühphase ihrer Forschung stehende Wissenschaftler. Als spiritus rector kann Sherwood L. Washburn, der Mentor von DeVore, verstanden werden; er gilt heute als „Vater der modernen Primatenforschung“ und hatte zu Beginn der 1960er-Jahre die gesamte Anthropologie neu ausgerichtet. DeVore war wegen seines naturwissenschaftlichen Ansatzes an die University of Chicago gewechselt. Die Konferenz fand im Jahr der 75-Jahr-Feier der University of Chicago statt und wurde von der Wenner-Gren Foundation for Anthropological Research gefördert.

## Programm
Aus dem Tagungsband, der zwei Jahre nach der Konferenz erschien, lassen sich das Konferenzprogramm und seine Schwerpunkte rekonstruieren. In der Einleitung wird zunächst für die Dringlichkeit des Themas argumentiert: zeitgenössische Jäger-und-Sammler-Kulturen sahen sich schon damals vielfältigen Problemen ausgesetzt und hatten keine Interessenvertretung. Die weiteren Abschnitte befassen sich mit den Untersuchungsmethoden der Feldforschung (I), den Wirtschaftssystemen (II) und den sozialen und territorialen Strukturen verschiedener solcher Ethnien (III) in Einzeluntersuchungen. Der vierte Teil befasst sich mit Heiratsregeln und Lebensmustern der Aborigines. Der fünfte Teil zur Demografie und Bevölkerungsökologie untersucht die Möglichkeit, aus den Daten rezenter Kulturen Aussagen über die Bevölkerungsentwicklung in der Frühgeschichte zu gewinnen und gesundheitsstatisische Besonderheiten. Die folgenden zwei Abschnitte beschäftigen sich ausdrücklich mit vor- und frühgeschichtlichen Jäger-und-Sammler Kulturen und der Bedeutung dieser Lebensweisen für die Hominisation. Der letzte Abschnitt ist ganz dem Vortrag von Claude Levi-Strauss zum Begriff der
Primitivität vorbehalten, der den Blick auf Jäger-und-Sammler-Kulturen bis dahin geprägt hatte.

## Einordnung
| Tagungen der International Conference on Hunting and Gathering Society (CHAGS) | Tagungen der International Conference on Hunting and Gathering Society (CHAGS) | Tagungen der International Conference on Hunting and Gathering Society (CHAGS) |
| Name                                                                           | Jahr                                                                           | Ort                                                                            |
| ------------------------------------------------------------------------------ | ------------------------------------------------------------------------------ | ------------------------------------------------------------------------------ |
| Man the Hunter                                                                 | 1966                                                                           | University of Chicago                                                          |
| CHAGS 1                                                                        | 1978                                                                           | Maison des Sciences de l’Homme, Paris                                          |
| CHAGS 2                                                                        | 1980                                                                           | Universität Laval, Université du Québec                                        |
| CHAGS 3                                                                        | 1983                                                                           | Bad Homburg                                                                    |
| CHAGS 4                                                                        | 1986                                                                           | London School of Economics                                                     |
| CHAGS 5                                                                        | 1988                                                                           | Northern Territory University, Darwin                                          |
| CHAGS 6                                                                        | 1990                                                                           | University of Alaska Fairbanks                                                 |
| CHAGS 7                                                                        | 1993                                                                           | Russische Akademie der Wissenschaften, Moskau                                  |
| CHAGS 8                                                                        | 1998                                                                           | Nationalmuseum für Ethnologie, Osaka                                           |
| CHAGS 9                                                                        | 2003                                                                           | The University of Edinburgh                                                    |
| CHAGS 10                                                                       | 2013                                                                           | University of Liverpool                                                        |
| CHAGS 11                                                                       | 2015                                                                           | Universität Wien                                                               |
| CHAGS 12                                                                       | 2018                                                                           | Universiti Sains Malaysia                                                      |
| CHAGS 13                                                                       | 2022                                                                           | University College Dublin                                                      |

Man the Hunter war eine von ähnlichen Veranstaltungen, in denen die neue Wissenschaftsgeneration nach dem Weltkrieg eine neue Ordnung für ihr Fachgebiet zu finden versuchte. Anthropologie und Ethnologie standen in den frühen 1960er Jahren im Spannungsfeld anthropologischer Forschung um die beiden Hauptmerkmale der Verwandtschaft und der ökologischen Beziehungen, während die Schwesterdisziplin Archäologie zunehmend daran interessiert war, kulturübergreifende ethnographische Daten zu sammeln, um archäologische Aufzeichnungen besser zu verstehen. Im Vorjahr hatte es in Ottawa die Conference on band organisation, wenige Monate später die Conference on cultural ecology gegeben, doch erst Man the Hunter fand die nötige Aufmerksamkeit.
Bemerkenswert war vor allem ihr interdisziplinärer Ansatz. Auch wenn der Titel der Veranstaltung eine Fokussierung auf „Männer, die jagen“ implizieren könnte, standen ganze Sozialgefüge im Blick (einschließlich Frauen und Kinder). Eine gewisse Romantisierung des Gegenstandes ist nicht zu leugnen, wenn die Forscher in den Jäger-und-Sammler-Gesellschaften wesentliche Merkmale der menschlichen Existenz in ihrer ursprünglichen Form auffinden wollten. Oft wurde davon ausgegangen, dass in diesen Gesellschaftsformationen die Conditio humana besser aufgezeigt werden könnte (vergleiche Essentialismus).
Die Konferenz brachte die wichtigsten Anthropologen und Archäologen ihrer Zeit zusammen. Insgesamt nahmen 67 Wissenschaftler aus 14 Ländern teil (darunter eine Frau), die meisten aus Nordamerika. Der Tagungsband war ein  Meilenstein in der Geschichte der Jäger-Sammler-Forschung. Gleichzeitig gilt sie als Startpunkt der International Conference on Hunting and Gathering Society (CHAGS: „Internationale Konferenz zur Jäger-und-Sammler-Gesellschaft“), die seither in mehrjährigen Abständen Themenaspekte auf Tagungen diskutierte (siehe Forschungsgeschichte); zu einigen erschienen Tagungsbände.

## Geschlechtsbezogene Verzerrungseffekte
Die US-amerikanische Anthropologin Kathleen Sterling untersuchte 2014 in einer Studie, welche Anteile die Geschlechterforschung (Gender Studies) zu Jäger-und-Sammler-Kulturen in der Anthropologie, Ethnologie und Archäologie hatte. Festgemacht wurde dies an den CHAGS-Tagungen, beginnend 1966 mit Man the Hunter. Zu jener Zeit war die „Zweite Welle“ der feministischen Bewegung aktiv, allerdings noch rein politisch und nicht akademisch orientiert. Im Kontrast dazu stand die Titelwahl der Konferenz: Man („der Mann“) als generisches Maskulinum für „Mensch“ und Hunter („der Jäger“) für alle Jagenden. Obendrein wurde die Subsistenzwirtschaft der Jäger und Sammler auf das Element des Jagens beschränkt − das Sammeln blieb unberücksichtigt und unausgesprochen den Frauen überlassen. Bereits hier hebt Sterling den geschlechtsbezogenen Verzerrungseffekt (Gender Bias) in den Forschungsansätzen jener Zeit hervor: Das Handeln von Männern ist das Wichtigste, und ihr Jagen wird als der wesentliche Beitrag zum Lebensunterhalt angesehen. Der Tagungsband zur Konferenz, zwei Jahre später erschienen, erklärte diese Unstimmigkeit zwar damit, dass man alle Menschen und hunter sowohl Jagen wie auch Sammeln gemeint habe. Inhaltlich wurde aber kaum auf die Rolle der Frauen in den Hordengesellschaften und die soziale Bedeutung des Sammelns eingegangen. Den einzigen Beitrag zu sozialen Aspekten des Sammelns lieferte die einzige Teilnehmerin des Kongresses, die US-amerikanische Ethnologin Lorna Marshall. Insgesamt blieb das soziale Leben von Jägern und Sammlern in fast allen Beiträgen unberücksichtigt, selbst im Kapitel zu Heiratsregeln, fasst Sterling zusammen.
Ab Ende der 1970er-Jahre hatte sich die feministische Anthropologie entwickelt, Sterling zitiert dazu die Einschätzung von zwei Anthropologinnen 1981: „Man the Hunter, das wir für unseren Mythos hielten, erwies sich als Kennzeichnung deren Konzeption von Männlichkeit“. Erst 1983, auf der 3. International Conference on Hunting and Gathering Society (CHAGS) im deutschen Bad Homburg, konnte das Thema „Frauen“ bei den Jäger-und-Sammler-Gesellschaften nicht länger ignoriert werden und wurde ausführlicher diskutiert. Mitorganisatorin dieser Konferenz war die US-amerikanische Anthropologin Polly Wiessner.